# Переворот 17 травня
Державний переворот сімнадцятого травня (кор.: хангиль: 5.17 내란, ханча: 五一七內亂) — державний переворот, здійснений у Південній Кореї генералами Чон Ду Хваном і Ханахо після державного перевороту 12 грудня.
17 травня 1980 року генерал Чон Ду Хван змусив кабінет міністрів поширити воєнний стан на всю країну, який раніше не поширювався на Чеджудо. Розширений воєнний стан призвів до закриття університетів, заборони політичної діяльності та подальшого обмеження преси. Для забезпечення дотримання воєнного стану в різні частини країни були відправлені війська. Того ж дня Корейське центральне розвідувальне управління (ЦКРУ) здійснило рейд на національну конференцію лідерів студентських профспілок із 55 університетів. Близько 2700 осіб, у тому числі двадцять шість політиків, також були заарештовані. 18 травня 1980 року мешканці Кванджу повстали проти військової диктатури Чон Ду Хвана і взяли місто під свій контроль. Під час повстання громадяни взяли до рук зброю, щоб захистити себе, але зрештою були придушені армією.
20 травня 1980 року Чон Ду Хван і Ро Де У наказали розпустити Національну асамблею ввівши війська в будівлю Національної асамблеї. Згодом Чон створив Комітет з надзвичайної політики національної оборони і став його членом. 17 липня 1980 року він подав у відставку з посади директора КЦРУ, після чого обіймав лише посаду члена комітету. У вересні 1980 року президент Чхве Гю Ха був змушений піти у відставку, щоб поступитися місцем новому військовому лідеру Чон Ду Хвану.
26 жовтня 1979 року президент Пак Чон Хі був убитий керівником Корейського центрального розвідувального управління (КЦРУ). За часів Пак Чон Хі Південна Корея була недемократичною та автократичною державою. Після його вбивства Південна Корея вступила в перехідний період, коли робилися спроби перетворити країну на демократичну державу. Незважаючи на ці спроби, Конституція Юшина не була скасована, а військове та авторитарне правління продовжувало діяти.
Чхве Гю Ха, який на той час був прем'єр-міністром, був призначений виконуючим обов'язки президента замість Пак Чон Хі. З приходом до влади Чхве Гю Ха були скасовані обмежувальні норми часів Пак Чон Хі, а опозиційні лідери та активісти, такі як Кім Де Чжун, були звільнені з-під арешту. Пізніше, 6 грудня 1979 року, Чхве Гю Ха став офіційним президентом Південної Кореї.
Генерал армії Чон Ду Хван, голова Командування військової безпеки, був призначений розслідувати вбивство Пак Чон Хі. За цей час Чон Ду Хван знайшов можливості для захоплення влади. Він узяв під свій контроль армію Республіки Корея (РК) 12 грудня 1979 року після того, як заарештував начальника штабу корейської армії і командувача воєнного стану Чон Сон Хва, а також інші сили, які загрожували його інтересам. 14 грудня, через два дні після отримання контролю над армією РК, Чун Ду Хван почав призначати своїх союзників з Корейської військової академії на впливові посади в армії, щоб отримати повний контроль над збройними силами Південної Кореї. Наприклад, Ро Де У, який згодом стане президентом Південної Кореї, був призначений начальником Командування оборони столиці.
Чон Ду Хван продовжував зміцнювати свою владу протягом перших місяців 1980 року. Громадяни Південної Кореї розпочали серію демонстрацій, відомих під назвою Сеульська весна, щоб висловити своє невдоволення. «Сеульська весна» — це термін, який походить від «Празької весни» в Чехословаччині 1968 року і означає прагнення народу Південної Кореї до демократичного і політичного визволення. Демонстрації громадян тривали і досягли свого піку в середині травня 1980 року. Для придушення руху було задіяно армію, яка використовувала озброєні війська та бронетехніку. Незважаючи на контрзаходи військових, 14 травня центр Сеула був переповнений демонстрантами, а перед Сеульським вокзалом зібралося понад сто тисяч студентів.

## День перевороту
Починаючи з березня 1980 року, коли уряд продовжував впроваджувати систему Юсіна, запровадив воєнний стан і не зміг досягти прогресу, громадяни Південної Кореї, серед яких значну частину становили студенти, зібралися разом, щоб розпочати демонстрації Сеульської весни. Крім того, напруженість зросла ще більше, оскільки, хоча Південна Корея мала президента Чхве Гю Ха, реальну політичну владу утримували Чон Ду Хван та його група офіцерів. Посилилися демонстрації з вимогами покласти край правлінню Чон Ду Хвана. До травня демонстрації набули величезних масштабів, і центр Сеула був заповнений учасниками демонстрацій. Уряд відреагував на демонстрантів, відправивши проти них озброєні війська і бронетехніку. 17 травня 1980 року Чон Ду Хван оголосив Указ про воєнний стан № 10, який посилював воєнний стан і розширював його дію на всю країну. Крім того, були обмежені дії, які могли б становити загрозу для уряду, такі як публічна критика з боку радіо і телебачення, публікацій і політичних зібрань, закриті університети, заборонені страйки, а також припинені демонстрації, які прагнули до демократії. На додаток до розширення воєнного стану, були заарештовані політичні діячі. Серед них були Кім Де Чжун, Кім Йон Сам, Кім Джон Пхіль та Лі Ху Рак. Переворот 17 березня різко поклав край демонстраціям Сеульської весни і продовжив період авторитарного правління.

## Воєнний стан 1980-х років у Південній Кореї
Воєнний стан, що діяв у Південній Кореї протягом 1980-х років, розпочався у 1979 році, оголошений генералом Чон Ду Хваном. У зв'язку з введенням воєнного стану південнокорейські університети були закриті, редакції газет закриті, а будь-яка політична діяльність, що йшла врозріз з політикою генерала Чон Ду Хвана, була суворо заборонена. Також були заборонені всі публічні зібрання більше трьох осіб, за винятком похоронів. Оскільки корейські засоби масової інформації були закриті воєнним станом, лише кілька присутніх іноземних кореспондентів могли публікувати репортажі про те, що відбувалося в Кванджу, що було нелегким завданням, зважаючи на армійське оточення. Телефонні лінії були перерізані військовими; деякі репортери йшли пішки за кілометри до сіл, щоб додзвонитися до найближчих телефонів, які ще працювали. Невдовзі генерал Чун Ду Хван розширив умови воєнного стану на всю територію Південної Кореї і суворо контролював підозрілу діяльність, яка, як здавалося, сприяла розвитку демократії. Таким чином, всі продемократичні лідери, включно зі студентами, вважалися зрадниками або антиурядовими злочинцями. Як наслідок, звинувачення, які висувалися тим, кого вважали засудженими, насправді були такими ж жорстокими, як і до будь-яких важливих ув'язнених. Поліцейські загони були відправлені охороняти і проводити обшуки в будинках осіб, які сприяли повстанню проти генерала Чун Ду Хвана, а також в будинках студентів університетів, зокрема, університету Чоннам у Кванджу. Лише в березні 1980 року закриті університети були знову відкриті, а репресованим особам, включаючи професорів і деяких студентів, було дозволено повернутися до університетів. До 21 травня до 200 000 людей боролися проти 100 000 військових. За власними даними Командування воєнного стану, демонстранти захопили 4 бронетранспортери, 80 джипів і 50 вантажівок. Вони також захопили 3 500 карабінів і пістолетів, 2 легких кулемети і понад 46 000 набоїв.

## Роль Шин-гун-бу (Нової військової групи)
Становлення Шин-гун-бу
Хоча крах системи Юшин стався після вбивства колишнього президента Пак Чон Хі Корейським центральним розвідувальним управлінням (КЦРУ), падіння одноосібного лідера не поклало край військовому правлінню; натомість місце, звільнене колишнім президентом, зайняла «Шин-гун-бу» (яку часто називають «Новою військовою групою»). Між режимом Пак Кин Хе та новим режимом існували суттєві відмінності, найсуттєвішим з яких було те, що вони відігравали різну роль як особи, що перебували на керівній посаді. Режим Пак мав позитивний вплив на економічний розвиток і пропонував політичну стабільність для країни, яка тільки будувалася; режим Чон Ду Хвана, з іншого боку, мав на меті відкрити політичну та економічну систему. Як наслідок, сотні громадян були вбиті, і врешті-решт режим втратив свою легітимність.
Запровадження воєнного стану
18 травня Шин-гун-бу, або Нова військова група, проголосила Декрет про воєнний стан № 10, який заборонив політичну діяльність, силою закрив університети та запровадив цензуру в ЗМІ країни. Це призвело до того, що студенти університету Кванджу ініціювали повстання, відоме як рух 5.18. Студенти взяли до рук зброю, але були розігнані збройними силами та повітряно-десантними військами, надісланими Шин-гун-бу для забезпечення дотримання воєнного стану. 21 травня громадяни Кванджу приєдналися до протестної демонстрації і вигнали збройні сили з міста, але 27 травня вони повернулися, що призвело до кривавого придушення, яке іноді називають «Сангмучжунчжонгякчжун». Ця подія, а також рух 5.18 на чолі з його лідерами викликали негативне ставлення до режиму серед студентів і громадян.

## Ситуація після перевороту

### Прелюдія до гноблення
У ніч на 17 травня 1980 року 688 озброєних солдатів прибули до Кванджу і були розміщені в Національному університеті Кванджу, а саме в Університеті Чоннам та Університеті Чосон. Це були елітні війська Шин-гун-бу, які місяцями зосереджувалися виключно на боротьбі з демонстраціями. Університети регіону Кванджу були захоплені силами армії воєнного стану, а багато лідерів громади Кванджу та студентських рухів були заарештовані. У зв'язку з цим пролунала прелюдія до утисків, і вранці 18 травня 1980 року спалахнуло повстання в Кванджу.

### Кодова назва «Чудове свято»— початок трагедії
Перед головними воротами університету військові у повному бойовому спорядженні заблокували доступ. Студентів, які намагалися увійти до головних воріт, щоб потрапити до бібліотеки, побили десантники, але студенти не відступили. Незабаром після цього понад 100 студентів почали сидячий страйк на мосту перед головними воротами після 10 години ранку. Незабаром кількість студентів збільшилася до 200—300, і вони почали скандувати: «Скасування воєнного стану», «Геть Чон Ду Хвана» і «Відкликання наказу про закриття». Десантники кинулися на них і почали бити беззбройних студентів кийками. Студенти, які неодноразово стикалися з повітряно-десантними військами, зібралися на площі вокзалу Кванджу і попрямували через громадський автовокзал до католицького центру, маючи на меті дістатися до будівлі адміністрації провінції Чон-Намдо. Проте повітряно-десантні війська здійснили жорстке придушення протесту. Незалежно від того, чи приєдналися вони до протесту, чи ні, молодих людей били кийками. Близько 19:00 біля середньої школи Кванджу в районі Кьєрім-донг сотні молодих людей і студентів боролися проти повітряно-десантних військ, але їх було недостатньо. Перед Католицьким центром близько 600 студентів і громадян закидали десантників камінням, але були розігнані протягом 10 хвилин. У другій половині дня 18 травня, шукаючи роботу в центрі міста, Кім Гюн Чхоль натрапив на демонстрацію. Хоча він не був її учасником і не міг говорити через проблеми зі слухом, на нього напали три-чотири десантники, озброєні поліцейськими палицями, і вбили його. Це був перший летальний випадок під час протестів. Чутки про звірства десантників поширилися по всьому Кванджу. До поліцейських відділків було доставлено 405 осіб, серед яких 68 отримали травми голови, синці та порізи, а 12 були оцінені як критичні, проте реальних травм виявилося набагато більше. Міністерство змінило комендантську годину на 21:00 і направило до Кванджу додаткову повітряно-десантну бригаду. Однак того вечора по телебаченню і радіо не прозвучало жодного слова про Кванджу. Стихійні демонстрації тривали до пізньої ночі, і звідусіль було чути крики.

### Масовий розстріл жителів Кванджу
21 травня 1980 року багато громадян зібралися в Кьомнам-ро і зіткнулися з повітряно-десантними військами. Представники громадської групи провели переговори з військами воєнного стану, але безрезультатно. Губернатор провінції Південний Чхунчхон оголосив, що виведе повітряно-десантні війська до полудня вівторка через гучномовець з вертольота. Однак обіцянка про евакуацію повітряно-десантних військ не була виконана, і війська, що оборонялися, почали безладну стрілянину по протестувальниках, але демонстранти не здалися. Після групового обстрілу повітряно-десантні війська піднялися до будівлі Jeonil, Suhyup і туристичного готелю «Кванджу», розташованого в Кьомнам-ро, групами по чотири людини, щоб розстріляти людей, і вбили тисячі людей. Того дня 120 лікарень, медичних центрів і три лікарні загального профілю в Кванджу були переповнені пораненими. Околиці Кванджу були заблоковані, так само як і телефонний зв'язок з містом.
Деякі ультраправі групи, такі як «Ільбе», заперечують захоплення провінційних будівель цивільними особами. Натомість вони стверджують, що до заворушень призвела участь і організація північнокорейських агентів. Ці твердження широко заперечуються істориками та політиками.

### Повстання громадян Кванджу
З другої половини дня 21 травня громадяни почали озброюватися, щоб захистити себе від насильства з боку армії. Громадяни сформували ополчення в Наджу, провінція Південна Чолла, відкривши резервні сили поліції і поліцейських відділків, принісши зброю і озброївши їх. Громадяни кинулися до заводу Asia Motors, єдиного автомобільного заводу в Кванджу, і заволоділи їхніми автомобілями. Частина ополченців на 260 автомобілях поїхала до Наджу і Хвасона, щоб повідомити про події в Кванджу. Зброя, захоплена з різних частин, включаючи пістолети, бойові патрони і вибухівку, була розподілена між громадянами. За вказівкою керівництва війська відступили до околиць Кванджу. Увечері 21 травня ополченці зайняли провінційний уряд провінції Південна Чолла, куди відступили війська воєнного стану. На прохання Чон Ду Хвана ввечері 21 травня бригадний генерал Чон До Юн виступив із заявою до генерала Лі Хі Суна, командувача військами воєнного стану, попередивши про застосування права на самооборону. Генерал Лі Хі Сун, командувач воєнного стану, зробив заяву з попередженням про застосування права на самооборону о 19:00. Лі Хі Сун назвав протести в Кванджу «інцидентом в Кванджу» і описав їх як бунт нечистих на руку елементів і погромників.

### Вплив і оцінка події
Демократичний рух у Кванджу мав величезний вплив на демократичний рух у Кореї з 1980-х років. Вона також вважається вирішальним поштовхом для розвитку демократії в Кореї. Це була подія, яка продемонструвала волю громадян Кореї до демократії, значно послабивши позиції військових, і волю народу до боротьби за демократію. У сучасному суспільстві корейці вірять, що жертва Кванджу допомогла досягти демократії в Кореї сьогодні. Більше того, на основі цього інциденту були зняті фільми або драми, які здобули величезну популярність, а також викликали обурення людей.

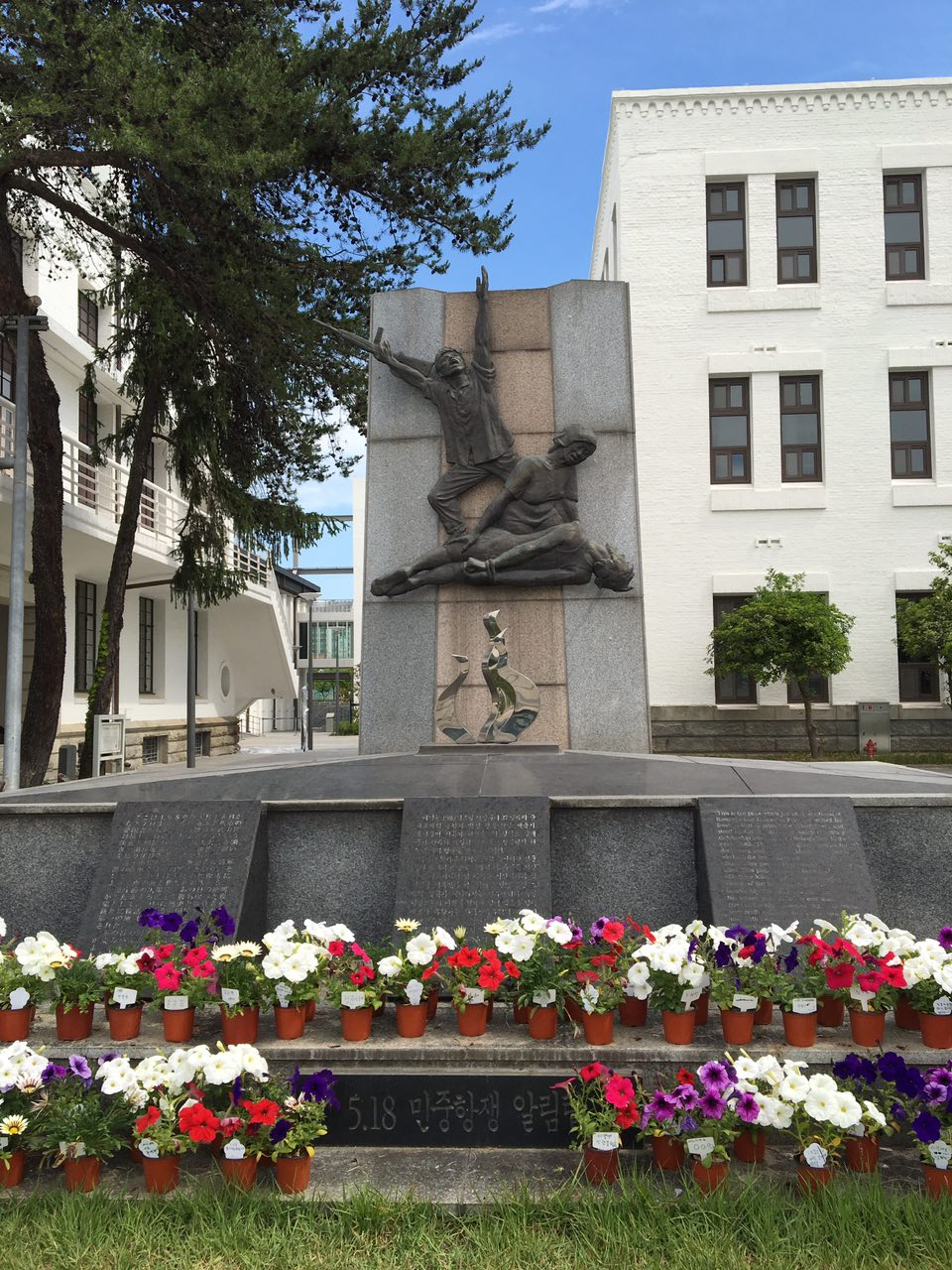
Пам'ятник демократичному руху Кванджу